# Klokgebouw

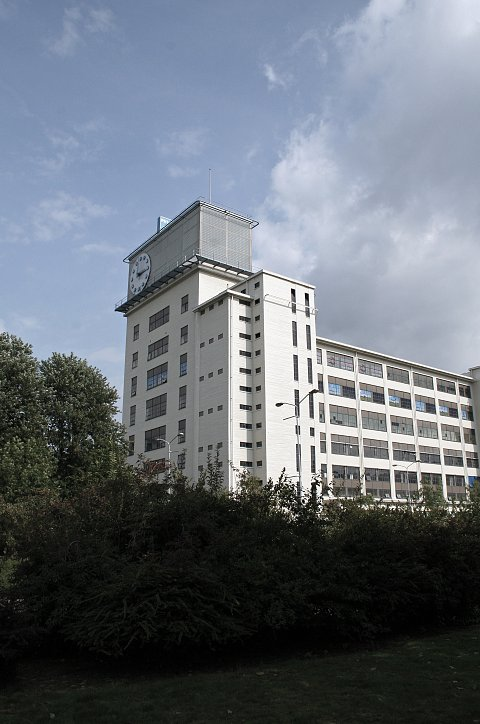
De toren met de klok

Het Klokgebouw is een monumentaal gebouw in Eindhoven. Het ligt in de buurt Strijp-S. De naam van het gebouw is te danken aan de klok in de toren met de letters van Philips erin verwerkt.
Frits Philips begon in dit gebouw zijn carrière als bedrijfsplanner, productiecoördinator en leveringsplanner.

## Geschiedenis
Het gebouw is ontworpen door bedrijfsarchitecten van Philips. Oorspronkelijk telde het gebouw zeven verdiepingen. Eind jaren '30 werd de iconische toren met de klok toegevoegd. Het bereikte toen een hoogte van 60 meter.
In het Klokgebouw werd Philite gemaakt, een eigen beschermde naam van Philips voor bakeliet. De grote bak bovenop het Klokgebouw was een waterreservoir. Hiermee werd de druk opgebouwd voor de bakelietpersen in het gebouw. Het bakeliet, dat op de markt werd gebracht onder de naam Philite, diende voor tal van behuizingen en isolerende onderdelen.

## Huidige functie
Het Klokgebouw staat symbool voor de transformatie van Strijp-S. Heden ten dage is het gebouw een cultureel centrum en telt het meer dan 100 werkruimten in diverse prijsklassen en afmetingen. Naast fitnessruimtes en vergaderruimtes is er ruimte voor ateliers, voorstellingen en shows. Het gebouw wordt gebruikt door meer dan 100 ondernemers in de creatieve sector. Het gebouw biedt zo ook ruimte aan performers. Popcentrum POPEI biedt volop oefenruimte en een podium aan iedereen die aan de slag wil gaan met dans en popmuziek. Op de begane grond zijn verder ruimtes voor evenementen beschikbaar tot 10.000 bezoekers. Hier worden regelmatig festivals, evenementen en concerten gehouden. Direct aan het klokgebouw grenzend is de artiesten- en rockopleiding van het ROC te vinden.

## Trivia
- In 2010 werd het Klokgebouw genomineerd voor de Brabantse Cultuurprijs in de categorie herbestemming van het Brabantse culturele erfgoed.[8][9]